# Rudolf Reiß
Rudolf Reiß (* 28. Februar 1862 in Bretten; † 27. September 1930 in Berlin) war ein deutscher Apotheker und Unternehmer.

## Leben
Reiß absolvierte seine Schulzeit und die pharmazeutische Ausbildung in Heidelberg. Anschließend studierte er an der Universität Heidelberg, wo er 1884 sein Apotheker-Staatsexamen ablegte.
Seine militärische Dienstpflicht absolvierte er als Einjähriger-Freiwilliger in Karlsruhe. Nebenbei arbeitete er an der TH Karlsruhe im Laboratorium von Engler und im botanischen Institut bei Just.
1888 zog Reiß nach Berlin. Ein Jahr später promovierte er zum Dr. phil. Anschließend übernahm er die Marienapotheke in Augsburg, die er 1895 wieder verkaufte.
Er zog wieder nach Berlin und gründete ein chemisches Laboratorium.
1902 wurde daraus die Firma „Dr. R. Reiss, Rheumasan- und Lenicet-Fabrik“. Seinen Ruf bekam das Unternehmen mit dem schwefelhaltige Öle und Nikotinsäureester enthaltenden Salicyl-Seifen-Präparat Rheumasan. Viele weitere Arzneimittel wie die Ester-Dermasane, die Lenicet-Präparate und das Buccosperin folgten.
1908 wurde eine Zweigniederlassung der Firma in Wien eröffnet. Später war die Firma Dr. Rudolf Reiss – Chemische Werke in Baden-Baden, West-Berlin und München ansässig.

## Werke
- Über die Natur der Reservecellulose und über ihre Auflösungsweise bei der Keimung der Samen. Inaugural-Dissertation. J. Grimm, Berlin 1889, OCLC 457687910 (89 S.; erweit. Druck der Dissertation, Erlangen, Univ., 1889, OCLC 1073419096).